# Alfaroa guanacastensis
Alfaroa guanacastensis är en valnötsväxtart som beskrevs av D.E. Stone. Alfaroa guanacastensis ingår i släktet Alfaroa och familjen valnötsväxter. Inga underarter finns listade i Catalogue of Life.